# Валдемар Ховен
Валдемар Ховен (на немски: Waldemar Hoven) е германски доктор и офицер от СС.

## Биография
Ховен е роден във Фрайбург. Между 1919 и 1933 г. посещава Дания, Швеция, Съединените щати и Франция, връщайки се през 1933 г. във Фрайбург, където завършва гимназията си. След това посещава университетите във Фрайбург и Мюнхен. През 1934 г. се присъединява към СС, а в НСДАП през 1937 г. През 1939 г. завършва медицинските си изследвания и става лекар за СС. Ховен се издига до ранга на Хаупщурмфюрер (капитан) във Вафен-СС.
Ховен участва в медицински експерименти, свързани с тиф и толерантността на фенол, съдържащ серум, и довел до смъртта на много затворници. Той участва и в програми за нацистка евтаназия, по време на които са убити хора с увреждания, заедно с евреи, които се смятали за неспособни да работят.
Арестуван е от нацистите през 1943 г., обвинен в даването на смъртоносна инжекция с фенол на офицер от СС, който бил потенциален свидетел в разследване срещу Илзе Кох, с когото се казва, че Ховен има афера. Осъден е на смърт, въпреки това е освободен през март 1945 г. поради нацисткия недостиг на лекари.

### Процес и екзекуция
Ховен е арестуван в края на Втората световна война от съюзниците и е изправен пред съда като обвиняем в т. нар. Докторски процес. Той е признат за виновен за военни престъпления, престъпления срещу човечеството и членство в престъпна организация. Осъден на смърт и обесен на 2 юни 1948 г. в затвора Ландсберг в Бавария.